# Anne-Louis Girodet de Roussy-Trioson

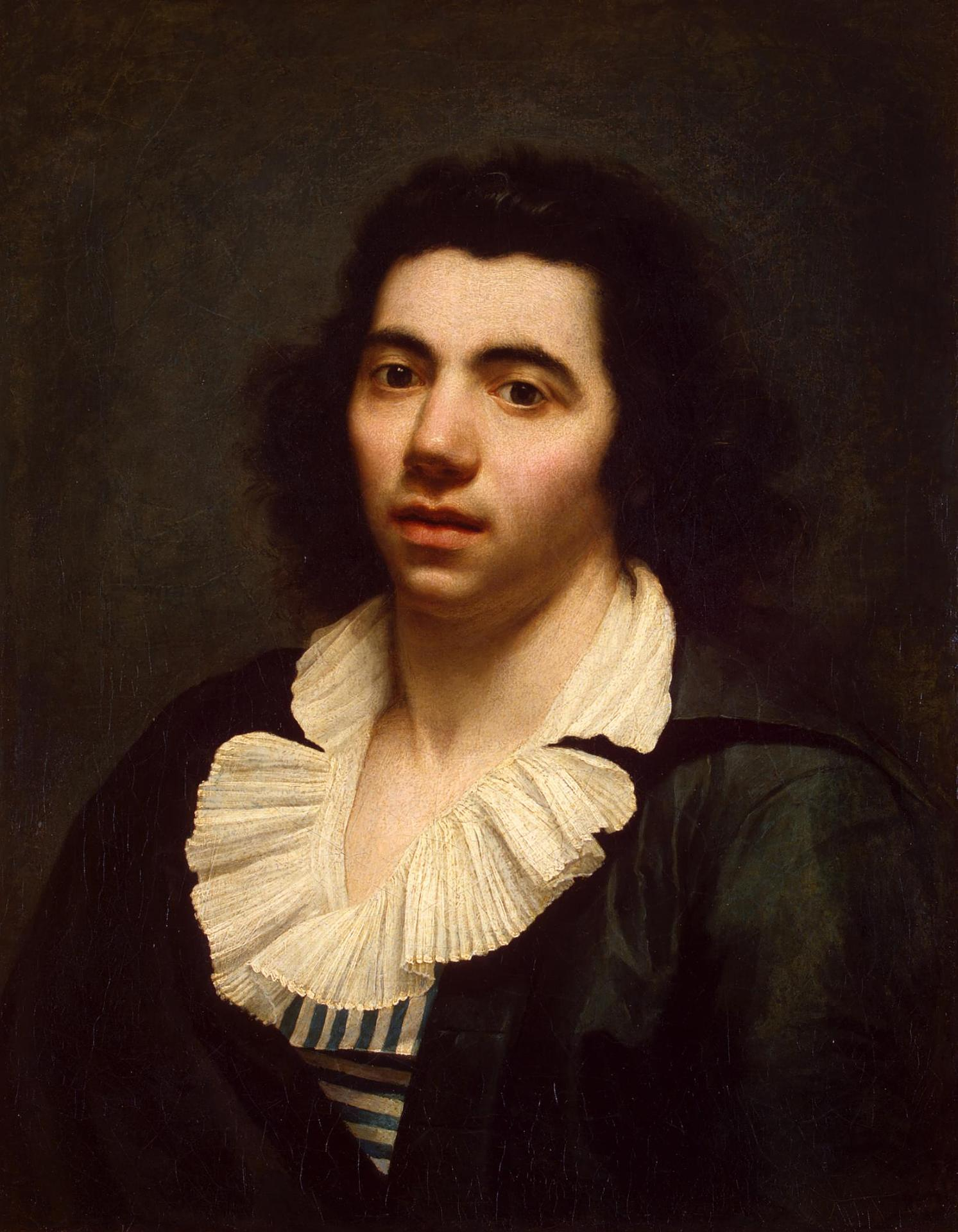
Autoritratto (1790; San Pietroburgo, Museo statale Ermitage).

Anne-Louis Girodet de Roussy-Trioson (Montargis, 5 gennaio 1767 – Parigi, 9 dicembre 1824) è stato un pittore, illustratore e incisore francese, conosciuto anche come Anne-Louis Girodet de Roucy-Triosson e Anne-Louis Girodet-Trioson.

## Biografia

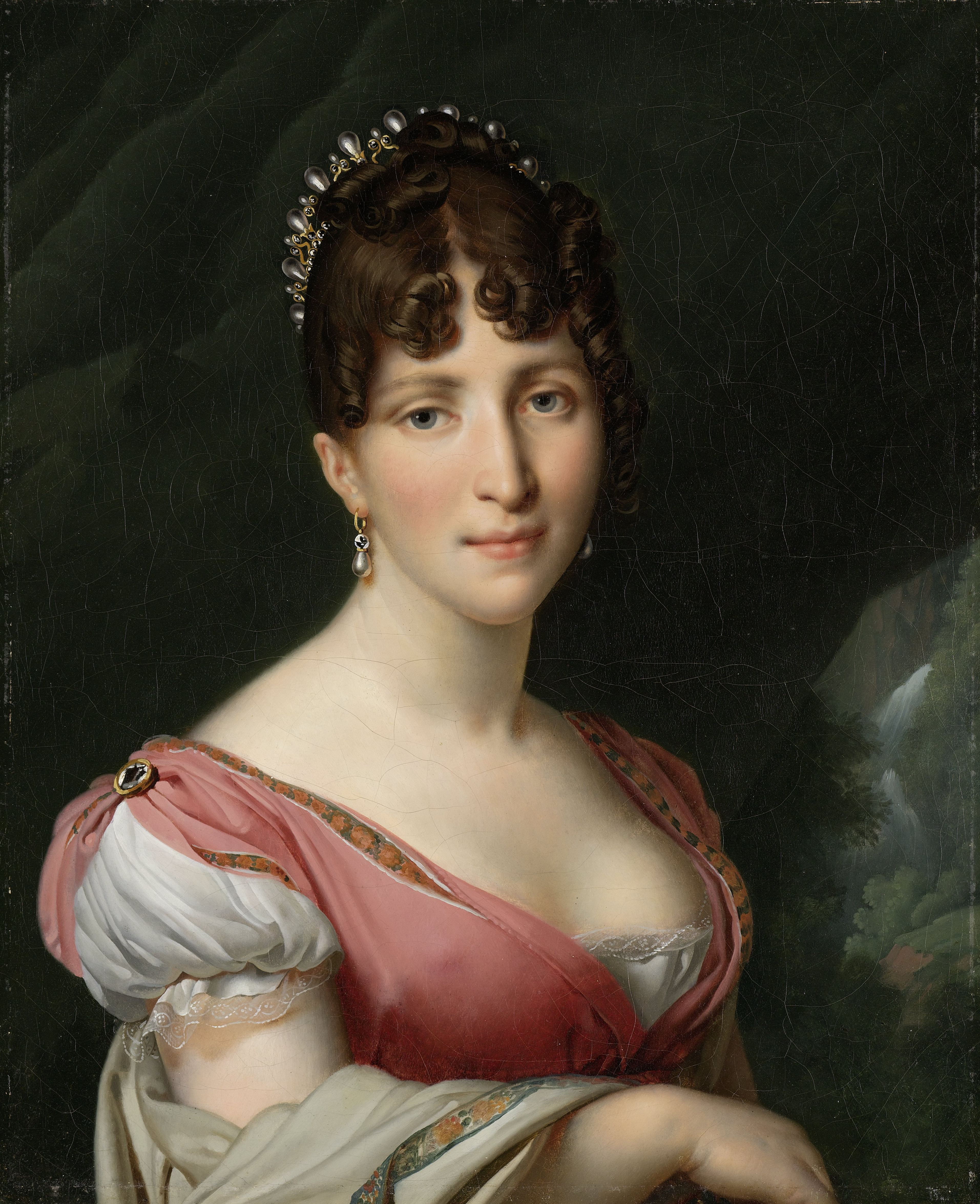
Ritratto di Ortensia di Beauharnais (1805-1809; Amsterdam, Rijksmuseum).

Studiò a Parigi letteratura classica con il dottor Trioson, di cui diverrà figlio adottivo dopo la morte del padre e nel 1785 entrò nello studio di Jacques-Louis David. Vinse quindi il Prix de Rome  con la tela Giuseppe riconosciuto dai fratelli (Parigi, Louvre) nel 1789; dello stesso anno è anche una Deposizione, conservata nella chiesa di Montesquieu-Volvestre.
Durante il suo soggiorno italiano, svoltosi tra il 1790 e il 1795, realizzò nel 1791 il Sonno di Endimione (Parigi, Louvre). La tela, occupata dal corpo sdraiato e dalle proporzioni allungate di Endimione, presenta Zefiro sulla sinistra e la dea Diana rappresentata da un raggio di luna. L'uso dello sfumato di Leonardo e degli effetti di chiaroscuro del Correggio ammantano la scena di un suggestivo erotismo.
Del 1793 è l'Ippocrate che rifiuta i doni di Artaserse (Parigi, Facoltà di medicina), concepito come un omaggio al dottor Trioson, in cui Girodet mantiene una impostazione classicista, avvicinandosi allo stile di Nicolas Poussin. A Napoli, eseguì alcuni paesaggi di gusto neoclassico, mentre a Genova dipinse il proprio Autoritratto (1795, Versailles).
Tornato in Francia, collaborò con Pierre Didot alla pubblicazione di molti autori classici, realizzando le illustrazioni. In questo periodo si dedicò al ritratto: lo scandaloso Ritratto satirico di mademoiselle Lange nelle vesti di Venere (1799, Minneapolis, The Institute of Arts),  si allontana molto dai canoni neoclassici e segna piuttosto un ritorno alla tradizione manierista, in particolare nella torsione del corpo. Dell'anno successivo, è il Giovane Romainville Trioson (Parigi, Musée du Louvre), una tela venata di inquietudine e ambiguità.
Nel 1799 realizzò  I funerali di Atala (Louvre), ispirato ad un romanzo di Chateaubriand, in cui inserì le figure in un mondo primitivo, fonte di turbamenti e sentimenti non più controllati dalla ragione. Appare più chiaramente, qui, la tensione verso un'espressività romantica.
Commissionato nel 1800, e compiuto entro il 1802, è l'Ossian riceve nel Walhalla i generali della repubblica (Malmaison). In questa tela, Ossian, rappresentato come cantore del misterioso e del soprannaturale, accoglie gli eroi della Repubblica Francese entro un turbinio di aquile e spiriti di eroi del passato, avvolti da una luce glauca. In riferimento a quest'opera il suo maestro David dirà: «O Girodet è matto, oppure io non so più nulla dell'arte della pittura».
Del 1807 è la tela con Un indiano (Montargis, Musée Girodet), che riflette la coeva moda per l'esotismo. Nella Rivolta del Cairo (1810, Versailles, Musée National du Château), la composizione tumultuosa è arricchita da motivi ornamentali. Del 1811 è il Ritratto di giovane in abito da caccia (Parigi, Musée du Louvre), avvolto in un'atmosfera malinconica e del 1819 è la Galatea, conservata al castello di Dampierre.
Girodet illustrò anche diversi libri, in particolare alcune edizioni delle opere di Racine e di Virgilio.
Il 4 settembre 1816 Girodet fu nominato professore all'École Nationale Supérieure des Beaux-Arts succedendo a François-André Vincent. Ma proprio in quel periodo  cominciò a perdere le energie, forse minato da un male, e la qualità delle sue opere ne risentì con evidenza (Testa della Vergine, Pigmalione e Galatea, etc). Si spense a Parigi nel dicembre del 1824 e fu sepolto nel cimitero di Père-Lachaise.

## Analisi dell'opera
L'opera di Girodet si colloca come interfaccia fra le due correnti artistiche principali dell'inizio del XIX secolo: neoclassicismo e romanticismo. La ricerca della bellezza ideale secondo i canoni classici colloca Girodet fra gli artisti neoclassici seguaci di Jacques-Louis David, di cui è uno dei più significativi rappresentanti a fianco di Antoine-Jean Gros, François Gérard e Ingres. Ma la sua forte aspirazione ad una nuova espressività permea i suoi lavori di una grazia e di una poesia che prefigurano una chiara impostazione romantica.
Agli inizi la pittura di Girodet era quella di un diligente discepolo di David, ma ben presto egli sentì la necessità di esprimersi in modo più personale e lo fece sperimentando nuovi effetti di luce. Ai soggetti storici, inoltre, preferì, in una sorta di simbolismo etereo, le scene di genere, esaltandone però la drammaticità dei personaggi e delle situazioni. Si rivelò artista assai innovativo sia nelle pose che nella distribuzione della luce, spesso ad effetto, e giunse a sovvertire i canoni della sensualità pittorica applicandoli anche a soggetti religiosi.
Nei ritratti curò particolarmente la veridicità, alle volte persino allegorica (si veda M.lle Lange nelle vesti di Danae), spingendosi in una pittura intimista ante litteram, e sempre con il fine di rivelare l'anima dei personaggi ritratti, come nel celebre Chateaubriand mentre medita sulle rovine di Roma.
Girodet ebbe comunque un carattere irascibile e imprevedibile, in cui si ritrova la contraddizione (o la sintesi) di queste sue due anime: dipingendo in stile e tecnica neoclassica egli si espresse come un romantico, grazie al continuo tentativo di rappresentare i sentimenti, in forma spesso esaltata.
La pittura di Girodet non è certo priva di sensualità, anzi, ne è pervasa; uno dei quadri più rappresentativi di questo carattere è il suo Endimione dormiente, di cui Honoré de Balzac tessé le lodi in "Sarrasine" nel 1831, e lo citò altresì in La Bourse.
Altra opera assai rappresentativa del carattere bivalente di Girodet, che racconta sentimenti profondi con un linguaggio formale ancora classico, è il quadro I funerali di Atala. Anche l'Apoteosi degli eroi francesi morti per la patria durante la guerra della Libertà, in cui Ossian accoglie i generali francesi, non cessa mai di stupire per il suo carattere innovativo (luci, pose, composizione generale altamente dinamica e desueta) che preannuncia, seppur in una concezione classica, l'avvento del romanticismo.

## Riconoscimenti e premi
- 1789 : Prix de Rome
- 1789 : Prix de peinture de l'Académie Royale, per Giuseppe riconosciuto dai fratelli
- 1815 : Membro dell'Académie des Beaux-arts
- Cavaliere della Legion d'Onore

## Opere principali
(elenco incompleto)

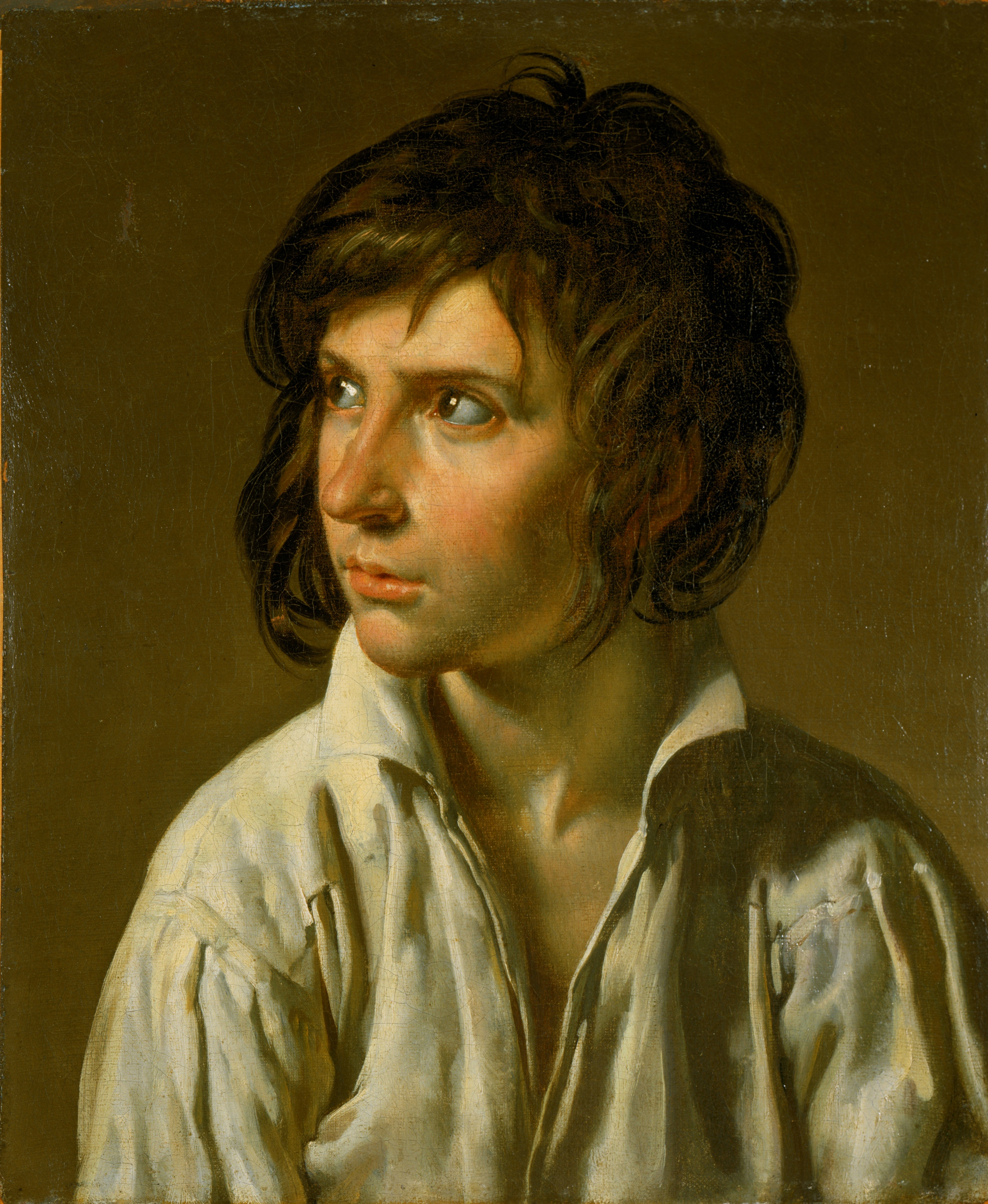
Ritratto di una giovane (1795 circa; Northampton in Massachusetts, Smith College Museum of Art).

- 1789 - Giuseppe riconosciuto dai fratelli
- 1791 - Il sonno di Endimione
- 1793 - Paesaggio italiano
- 1793 - Lago di montagna
- 1793 - Ritratto di Charles-Melchior Arus
- 1797 - Ritratto di Jean-Baptiste Belley
- 1798 - Mademoiselle Lange nei panni di Venere
- 1799 - Mademoiselle Lange nelle vesti di Danae
- 1800 - Testa di bestemmiatore
- 1800 - Napoleone Primo Console
- 1801 - Apoteosi degli eroi francesi
- 1803 - La lezione di geografia
- 1806 - Scena del Diluvio
- 1806 - Ritratto di Ortensia di Beauharnais, regina d'Olanda
- 1807 - Atala nella tomba
- 1808 - Napoleone che riceve le chiavi di Vienna
- 1808 - Ritratto di Chateaubriand
- 1809 - Ritratto di Chateaubriand mentre medita sulle rovine di Roma
- 1819 - Ritratto di Mustafà Sussen
- 1819 - Pigmalione e Galatea
- N. D.  - Rivolta al Cairo
- N. D.  - Napoleone riceve le chiavi di Vienna
- N. D.  - Morte di Tito Tazio
- N. D.  - Autoritratto
- N. D.  - Donna con turbante
- N. D.  - Orfeo riporta Euridice
- N. D.  - Morte di Orfeo
- N. D.  - Apoteosi di Luigi XVI (affresco)
- N. D.  - Testa d'uomo barbuto
- N. D.  - Fedro e Enone
- N. D.  - Testa di giovanetta
- N. D.  - Tiresia appare a Ulisse

## Allievi
(Elenco incompleto)
- Alexandre Colin (1798-1875)
- Salomon-Guillaume Counis (1785-1859)
- François-Louis Dejuinne (1784-1844)
- Achille Devéria (1800-1857)
- Antoine François Gelée (1796-1860)
- Charles-Philippe Larivière (1798-1876)
- Jean Nicolas Laugier (1785-1875)
- Henry Monnier (1799-1877)
- François-Edmée Ricois (1795-1881)
- Marie-Denise Villers (1774-1821)
- Pierre Claude François Delorme (1783-1859)

## Galleria d'immagini

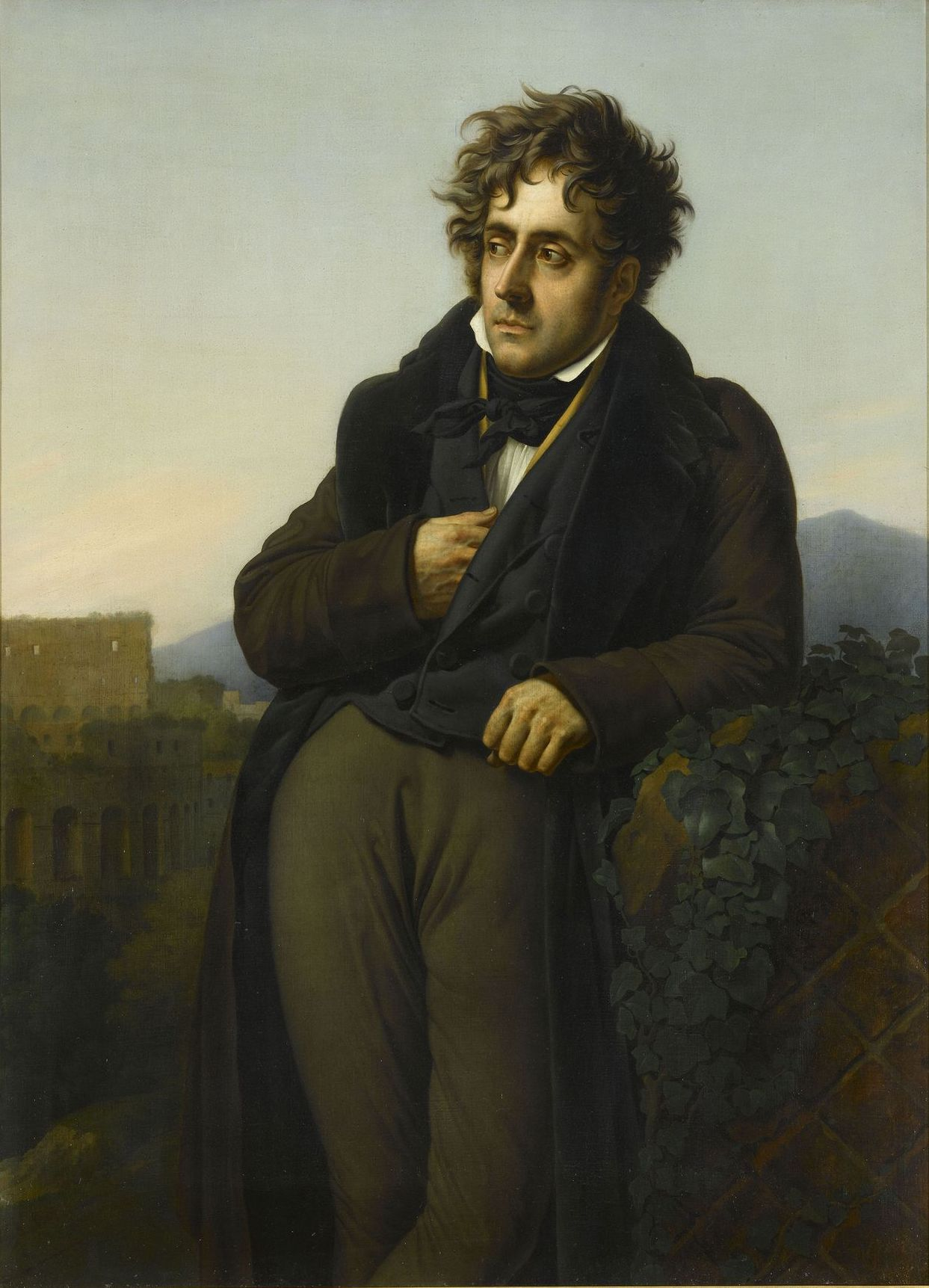
Chateaubriand medita sulle rovine di Roma
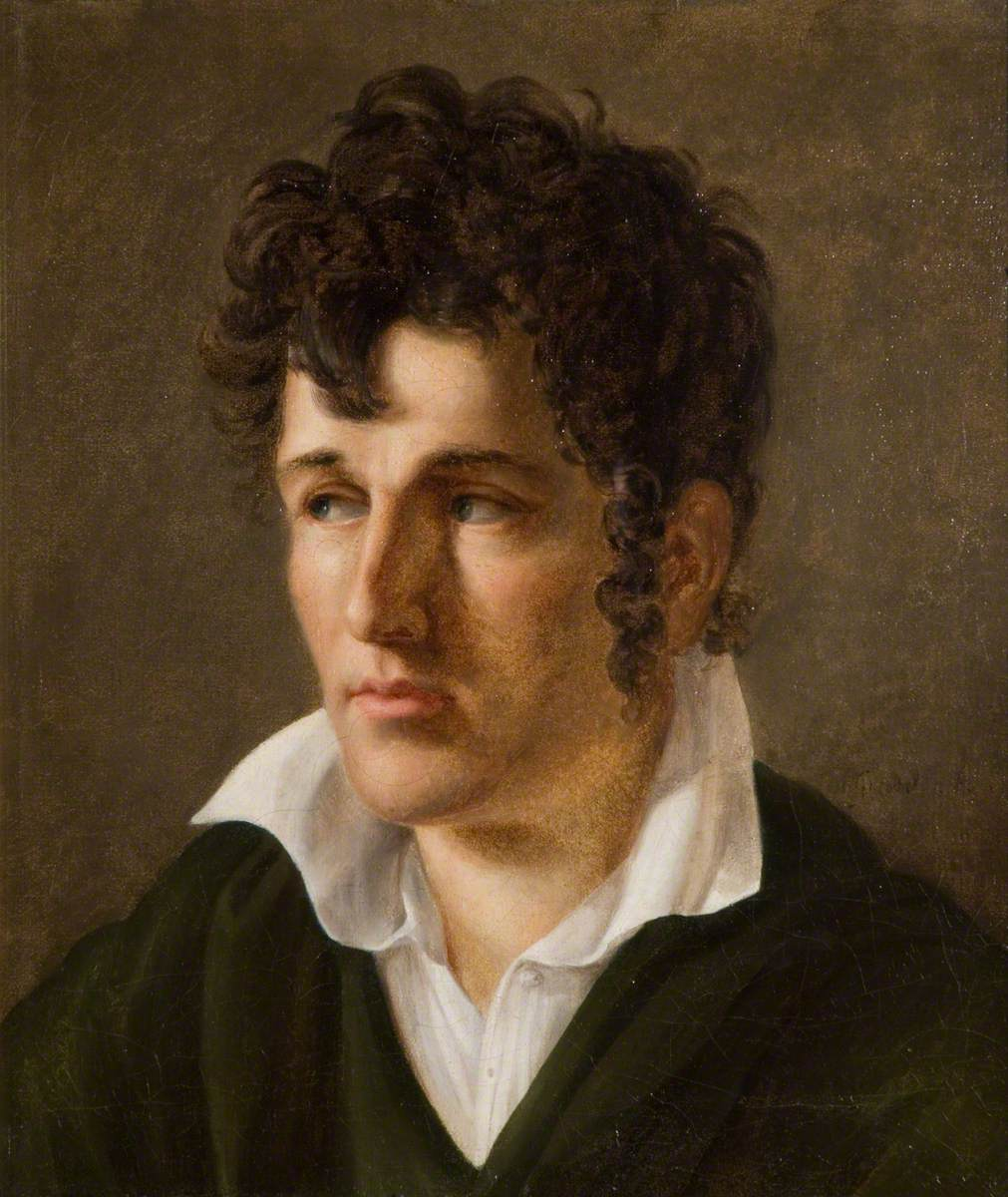
Ritratto di Chateaubriand
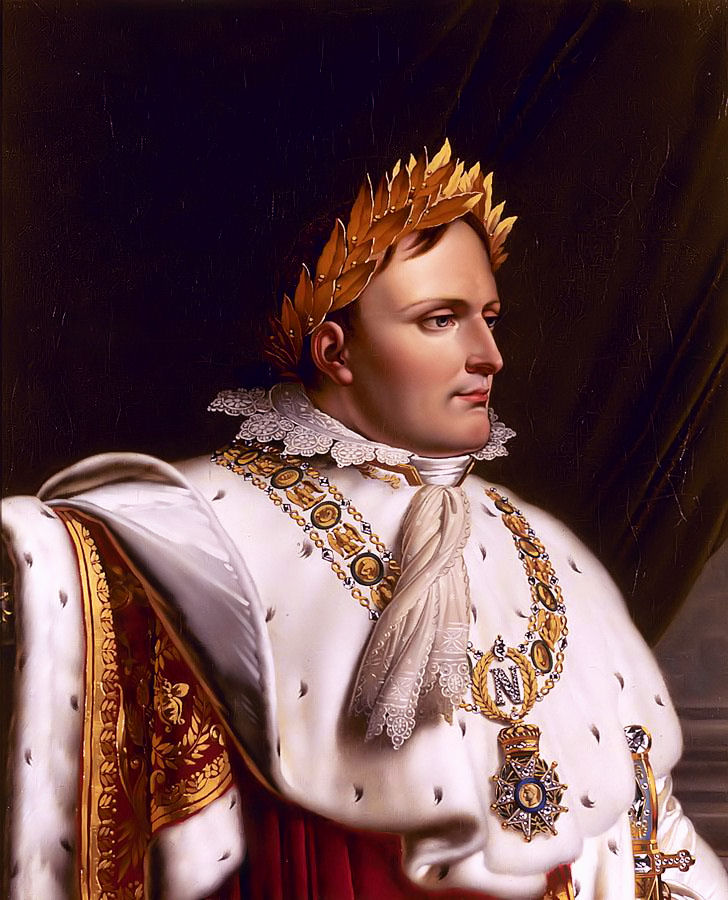
Napoleone all'incoronazione
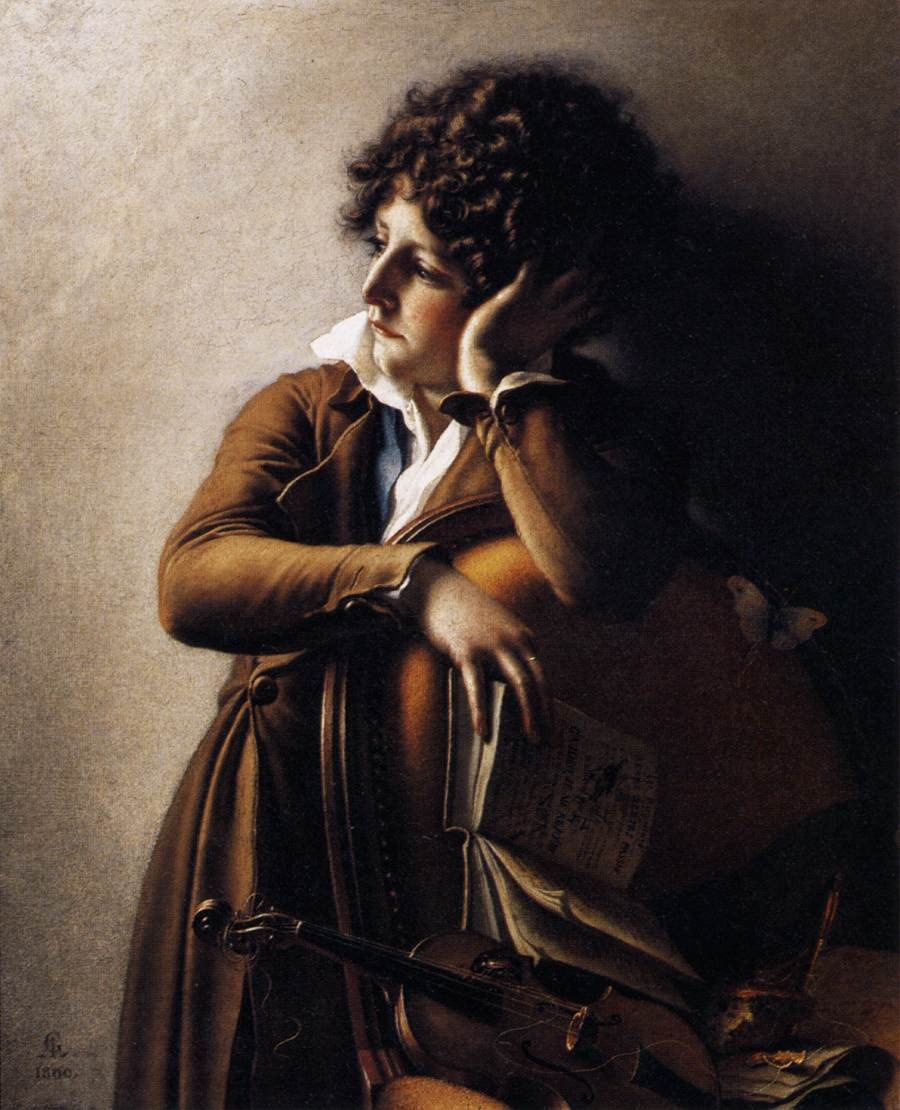
Ritratto di Benoît-Agnes Trioson
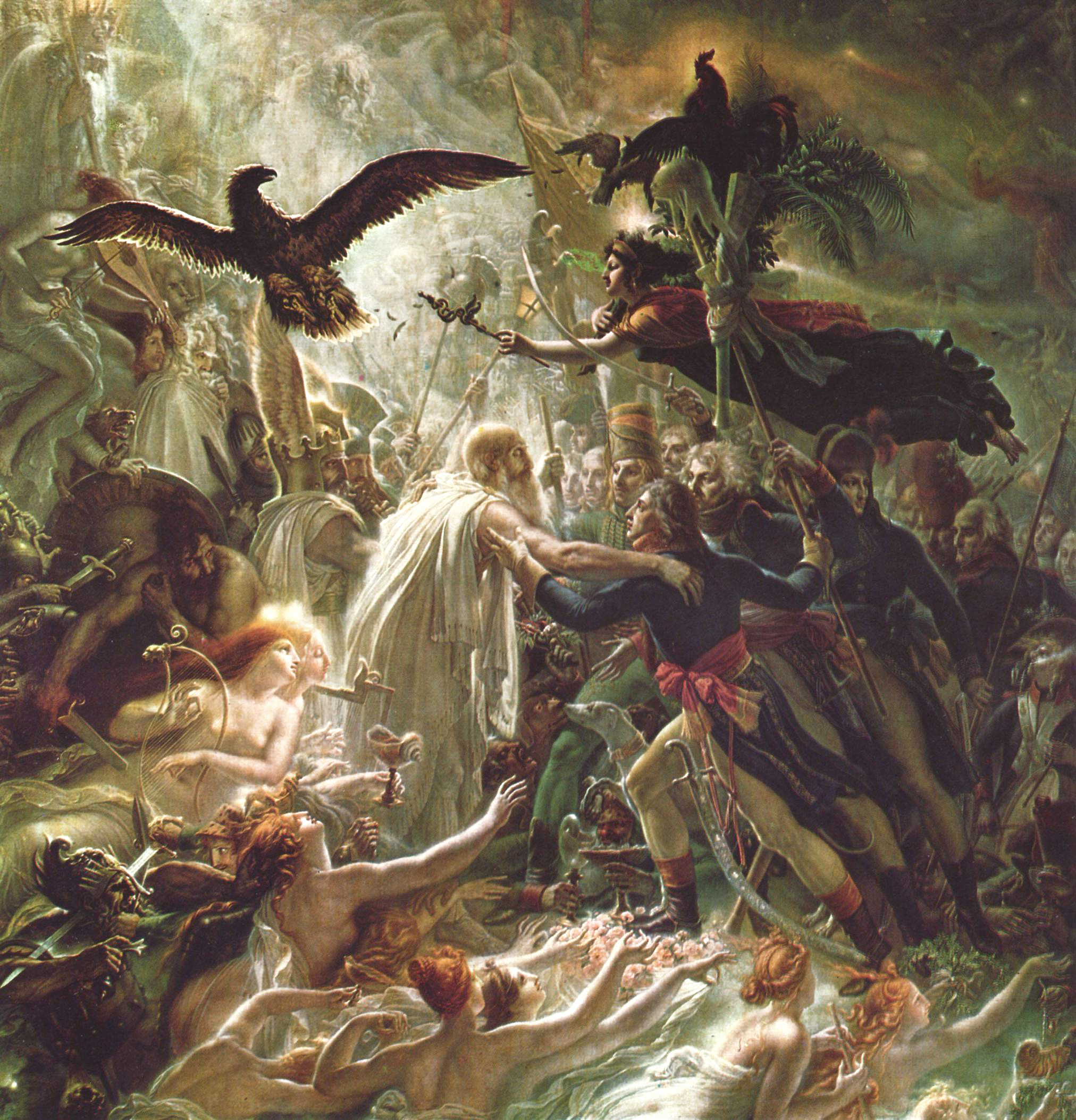
Apoteosi degli eroi francesi
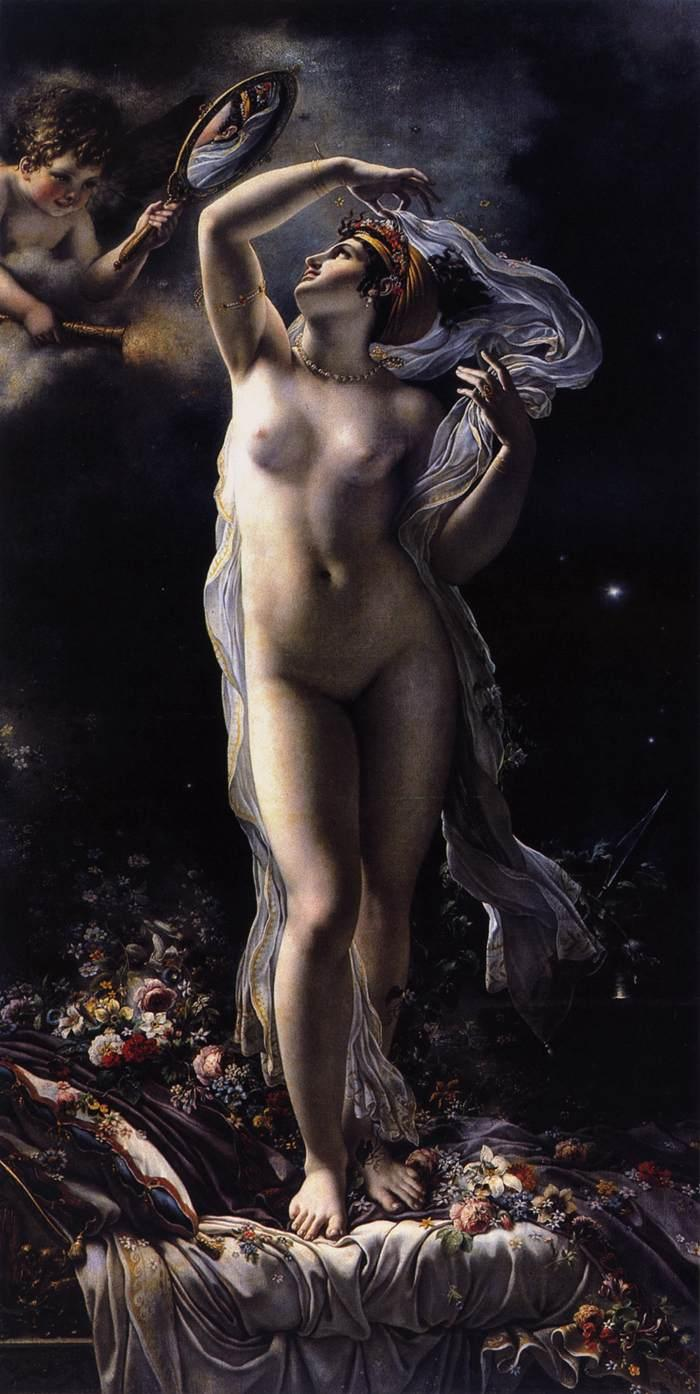
Mademoiselle Lange nei panni di Venere
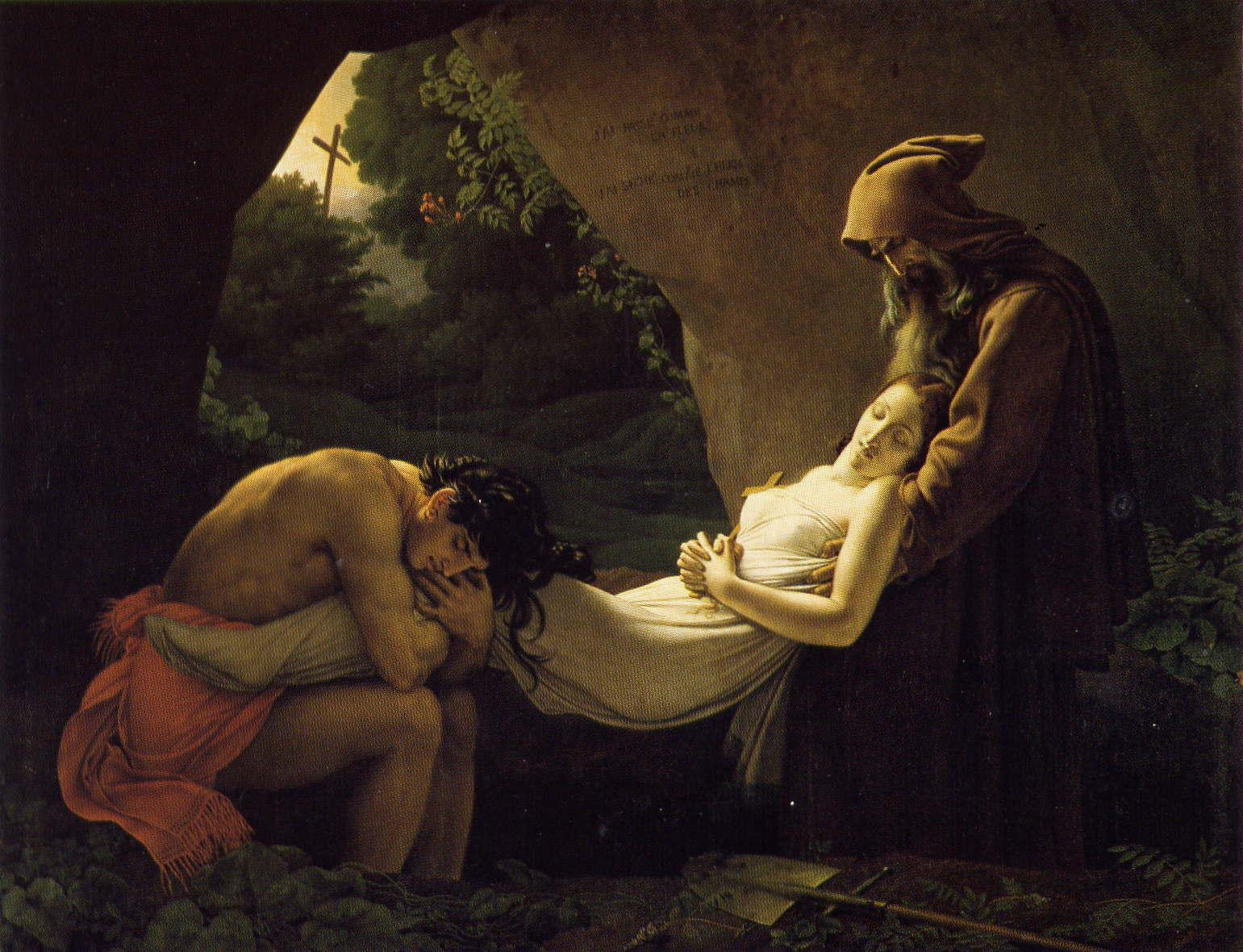
I funerali d'Atala
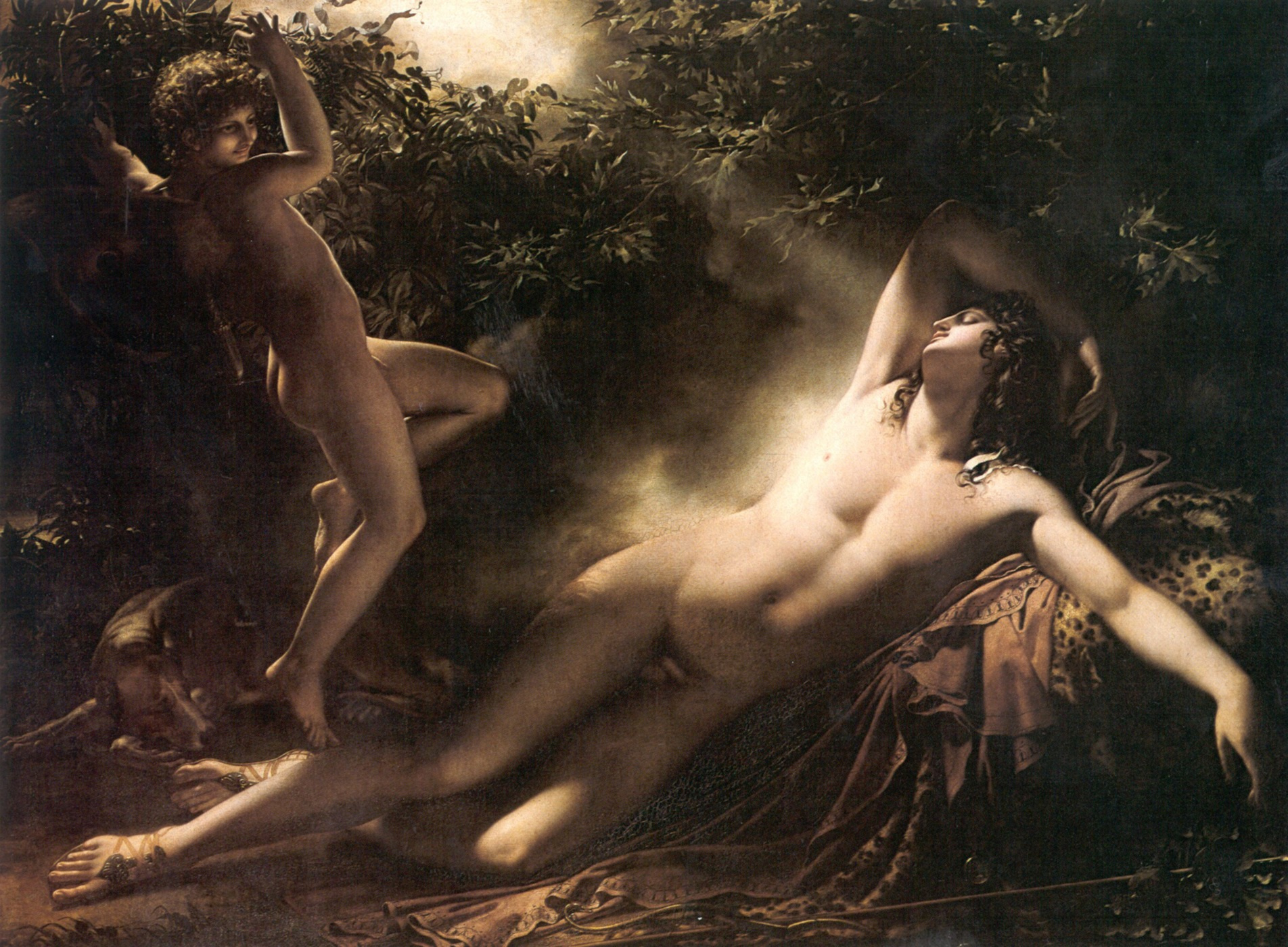
Il sonno di Endimione
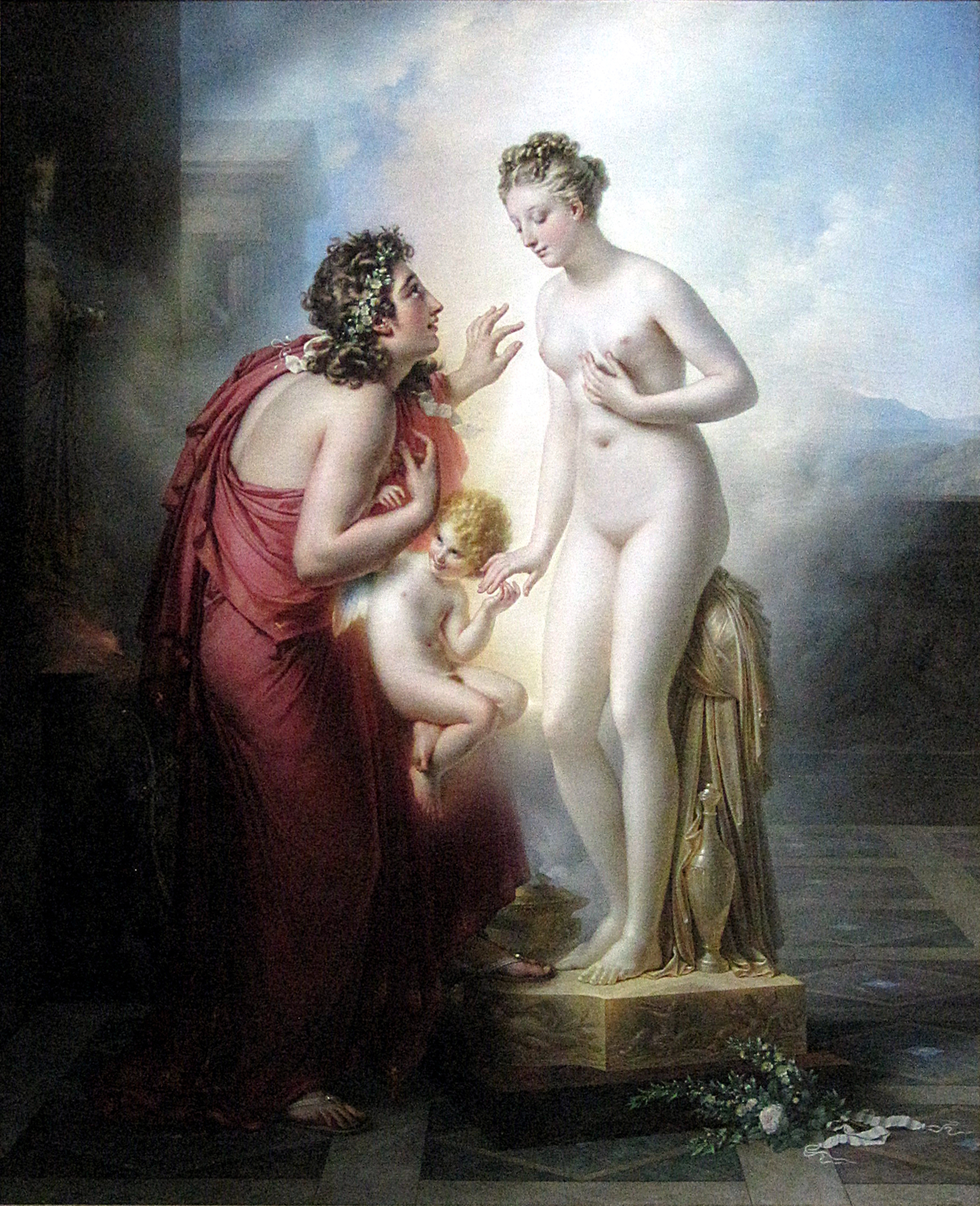
Pigmalione e Galatea
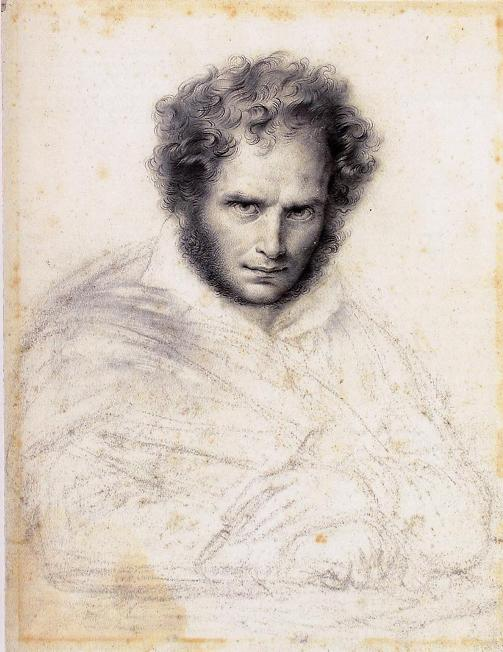
Autoritratto